# Gurktal Straße
Die Gurktal Straße (B 93) ist eine Landesstraße B in Österreich. Sie hat eine Länge von 43 km und führt entlang der Gurk  von Pöckstein-Zwischenwässern nach Feldkirchen in Kärnten. Dabei folgt sie im Wesentlichen dem mittleren Gurktal, ehe sie im Bereich der Engen Gurk nach Feldkirchen führt. Nach Stilllegung der Gurktalbahn 1972 wurde deren Trasse teilweise zum Ausbau der Gurktal Straße verwendet.

## Geschichte
Die Gurkthaler Straße gehört seit dem 1. Jänner 1872 zum Netz der Kärntner Landesstraßen.
Die Gurktal Straße gehört seit dem 1. Jänner 1951 zum Netz der Bundesstraßen in Österreich.